# رولاند باير
رولاند باير هو مؤلف مسائل شطرنج ‏ سويسري، ولد في 11 أغسطس 1954.